# Familia Gracie
La familia Gracie es una familia de Brasil, muy conocida por la creación y difusión del arte marcial Gracie Jiu Jitsu, del que posteriormente derivaron tanto el vale tudo, como la vertiente deportiva/competitiva jiu-jitsu brasileño
Son de origen escocés (Reino Unido). El patriarca George Gracie, que llegó a Brasil a principios del siglo XIX, tuvo un nieto diplomático, también llamado Gaston Gracie, que a su vez tuvo dos hijos, Hélio y Carlos. Este último tuvo como Maestro Marcial al Conde Koma, de nombre real Mitsuyo Maeda, un gran japonés refugiado político que como agradecimiento al acogimiento y hospedaje que le ofreció Gaston Gracie, le enseñó al primogénito Carlos las Artes Marciales de las que era Cinturón Negro: judo y jūjutsu. Carlos se las enseñó a su vez al pequeño y ectomorfo Helio, y en el año 1925 abren ambos su primera academia para dar a conocer en Brasil su nuevo sistema.

## Miembros de la familia Gracie vinculados al jiu-jitsu brasileño

### Generación parental
- Gastao Gracie.

### Primera generación
- Carlos Gracie.
- Gastão Gracie.
- George Gracie.
- Hélio Gracie.
- Oswaldo Gracie.

### Segunda generación

#### Hijos de Carlos Gracie
- Carlion Gracie.
- Carlos Gracie, Jr.
- Carlson Gracie.
- Crolin Gracie.
- Reyla Gracie.
- Reylson Gracie.
- Reyson Gracie.
- Rilion Gracie.
- Robson Gracie.
- Rocian Gracie.
- Rolls Gracie.
- Rosley Gracie.

#### Hijos de Hélio Gracie
- Relson Gracie.
- Rickson Gracie.
- Robin Gracie.
- Rolker Gracie.
- Rorion Gracie.
- Royce Gracie.
- Royler Gracie.
- Emanuelle Gracie

### Tercera generación

#### Nietos de Carlos Gracie: hijos de Reyla Gracie
- Roger Gracie Gomes.

#### Nietos de Carlos Gracie: hijos de Reylson Gracie
- Rodrigo Gracie.

#### Nietos de Carlos Gracie: hijos de Robson Gracie
- Ralph Gracie.
- Renzo Gracie.
- Ryan Gracie.

#### Nietos de Carlos Gracie: hijos de Rosley Gracie
- Crosley Gracie.

#### Nietos de Hélio Gracie: hijos de Rorion Gracie
- Rener Gracie.
- Ryron Gracie.
- Ralek Gracie.
- Reylan Gracie.

#### Nietos de Hélio Gracie: hijos de Rickson Gracie
- Kron Gracie.
- Rockson Gracie.

#### Nietos de Hélio Gracie: hijos de Robin Gracie
- Khloé Gracie.
- Khlaire Gracie.

### Cuarta generación

#### Bisnietos de Helio Gracie y nietos de Rorion Gracie
- Valyn Gracie.
- Raeven Gracie.

Nieto de Luis Fusco Gracie: hijo de Paulo Fusco Gracie
- Eduardo Rodrigues Gracie.